# Ligue régionale Occitanie de rugby
La Ligue régionale Occitanie de rugby est un organe fédéral dépendant de la Fédération française de rugby créé en 2017 et chargé d'organiser les compétitions de rugby à XV et à sept au niveau de la région Occitanie.
La ligue Occitanie est la ligue régionale française de rugby avec le plus grand nombre de licenciés et de clubs (67 808 licenciés et 430 clubs).

## Histoire
Conséquence de la réforme territoriale des régions, le ministère de la Jeunesse et des Sports impose à la FFR de calquer son organisation territoriale sur celle des nouvelles régions. C'est ainsi que naît la Ligue d'Occitanie issue de la fusion des comités Midi-Pyrénées, du Languedoc, du Pays Catalan et d'Armagnac-Bigorre.
| - Carte des comités territoriaux en 2010. - Carte des ligues régionales depuis 2018. |

Les ligues sont créées début octobre et reprennent les missions des comités territoriaux au 1er juillet 2018. Les statuts de la Ligue sont signés le 9 octobre 2017 à Marcoussis par Bernard Laporte et Jean Iglesis, désignés membres fondateurs de la ligue par la FFR.
Respectivement membre du comité Midi-Pyrénées et du comité du Pays Catalan, les clubs d'Andorre et le club de Saint-Pierre-et-Miquelon sont également rattaché à la ligue Occitanie. En 2021, le club de Saint-Pierre-et-Miquelon quitte la ligue pour rejoindre le Comité de rugby de Guyane.

## Structures de la ligue

### Identité visuelle

Premier logo de la ligue (2018)
Logo de la ligue d'octobre 2018 à juin 2019
Logo de la ligue depuis le 28 juin 2019

### Liste des présidents
- 9 décembre 2017 - 2 novembre 2024 : Alain Doucet
- Depuis le 2 novembre 2024 : Joël Castany

### Élections du comité directeur
Le premier comité directeur de 40 personnes est élu le 9 décembre 2017. Alain Doucet, ancien président du comité Armagnac-Bigorre et ancien secrétaire général de Fédération française de rugby, et Gilles Sicre, actuel président du comité Midi-Pyrénées, sont candidats à la présidence de la ligue,. Alain Doucet, qui s'est présenté face à Pierre Camou et Bernard Laporte pour devenir président de la FFR, reçoit le soutien de ce dernier.
Jean-Michel Arazo et Patrick Buisson, vices-présidents de la FFR, Marie-Pierre Pages, trésorière adjointe de la FFR, Jo Maso, Safi N'Diaye et Bernard Viviès sont notamment membres de la liste Doucet tandis que Thierry Pérez, Aline Sagols, Nathalie Amiel, Yannick Jauzion, David Skrela et Fabien Pelous sont dans la liste Sicre.
Après le premier vote électronique décentralisé de l’histoire du rugby français, la liste menée par Alain Doucet obtient 72,2 % des voix, soit 35 sièges, contre 27,8 % des voix pour Gilles Sicre (5 sièges). Alain Doucet devient ainsi le premier président de la ligue.
Le comité directeur est renouvelé le 7 novembre 2020, un mois après le renouvellement de celui de la FFR. En août 2020, Joël Castany, président du SC Leucate Corbières, est le premier candidat à se déclarer pour la présidence de la ligue. Il est également membre de la liste de Florian Grill en 23e position lors des élections fédérales. Olivier Olibeau, David Skrela, Aline Sagols et Guy Novès sont notamment membres de sa liste,. Sa liste est finalement invalidée à cause de l'antériorité de licence d'un de ses candidats. Réélu au comité directeur de la FFR et nommé vice-président chargé du développement, Alain Doucet est alors seul candidat à sa propre succession à la tête de la ligue. Il est notamment toujours accompagné du secrétaire général, Bernard Pujol, du trésorier général, René Bès, d'Antoine Martinez, élu au bureau directeur de la FFR délégué aux assurances et aux agents sportifs, et de Bernard Viviès. À l'issue su scrutin, la liste d'Alain Doucet recueille 1206 voix pour et 451 voix contre, elle donc intégralement élue au sein du comité directeur.
En 2024, Alain Doucet ne peut pas se représenter après deux mandats à la tête de la ligue. Alain Azpiroz, vice-président sortant de la ligue, et Joël Castany, président du SC Leucate Corbières, mènent les deux listes qui s'opposent. Le leucatois est soutenu par le président de la fédération, Florian Grill, réélu en octobre 2024. Les anciens internationaux Philippe Rougé-Thomas, Audrey Forlani et Cédric Soulette sont également membres de la liste d'Alain Azpiroz. La liste de Joël Castany l'emporte finalement avec 53,69  % des suffrages exprimés.

### Dirigeants
Directeur général
- Depuis 2017 : Pierre Cibot

Directeur technique
- 2018-2021 : Christian Galonnier
- Depuis 2021 : Éric Planes

Directeur de l'arbitrage
- Depuis 2017 : Éric Doria[18]

## Les clubs de la ligue au niveau national

### Meilleurs clubs de la Ligue par saison
Le meilleur club de la ligue est le club qui arrive le plus loin en phases finales dans la compétition nationale de plus haut échelon. En cas d'égalité (même compétition et même résultat en phases finales), le meilleur club est celui qui a marqué le plus de points au cours de la saison régulière.
Clubs masculins
Clubs féminins
La couleur de l'axe indique la division dans laquelle évolue le club :
- 1re division.
- 2e division.
- 3e division.
- 4e division.
- Divisions inférieures.

### Clubs masculins évoluant dans les divisions nationales
| \| Légende · Top 14 · Pro D2 · Nationale Stade · toulousain Montpellier HR Castres olympique USA Perpignan US Montauban Colomiers rugby AS Béziers SC Albi US Carcassonne RC Narbonne Stado Tarbes PR \| Clubs évoluant dans les 3 premières divisions nationales en 2024-2025 (Top 14, Pro D2 et Nationale). |
| Légende · Top 14 · Pro D2 · Nationale Stade · toulousain Montpellier HR Castres olympique USA Perpignan US Montauban Colomiers rugby AS Béziers SC Albi US Carcassonne RC Narbonne Stado Tarbes PR |

| \| Légende · Top 14 · Pro D2 · Nationale · Nationale 2 · Fédérale 1 · Fédérale 2 RC Auch AS fleurantine SC Graulhet CA Lannemezan RC Nîmes Avenir valencien RO Agde Stade bagnérais Blagnac rugby RO Castelnaudary XV CA Castelsarrasin Céret sportif UA Gaillac Grenade Sports Avenir gruissanais US L'Isle-Jourdain AS Lavaur FC Lourdes SC mazamétain US Saint-Sulpice FC TOAC-TOEC US canton d'Alban ÉS catalane Balma ORC Stade beaumontois Lomagne Cahors rugby Avenir castanéen SC Decazevillois RC Jacou Montpellier Gimont Coq léguevinois SC Leucate Corbières Méditerranée XV RC Les Angles Gard Rhodanien Lombez Samatan EAB XV AA Nogaro SO millavois Oursbelille Borderes RC Coopération Palavas Lunel rugby SC appaméen Stade piscenois JO Prades SC Rieumes Saint-Girons SCC Sor Agout XV UA Saverdun Servian-Boujan Rugby Salanque Côte Radieuse XV FC villefranchois \| Clubs évoluant dans les 4e, 5e et 6e divisions nationales en 2024-2025 (Nationale 2, Fédérale 1 et Fédérale 2). |
| Légende · Top 14 · Pro D2 · Nationale · Nationale 2 · Fédérale 1 · Fédérale 2 RC Auch AS fleurantine SC Graulhet CA Lannemezan RC Nîmes Avenir valencien RO Agde Stade bagnérais Blagnac rugby RO Castelnaudary XV CA Castelsarrasin Céret sportif UA Gaillac Grenade Sports Avenir gruissanais US L'Isle-Jourdain AS Lavaur FC Lourdes SC mazamétain US Saint-Sulpice FC TOAC-TOEC US canton d'Alban ÉS catalane Balma ORC Stade beaumontois Lomagne Cahors rugby Avenir castanéen SC Decazevillois RC Jacou Montpellier Gimont Coq léguevinois SC Leucate Corbières Méditerranée XV RC Les Angles Gard Rhodanien Lombez Samatan EAB XV AA Nogaro SO millavois Oursbelille Borderes RC Coopération Palavas Lunel rugby SC appaméen Stade piscenois JO Prades SC Rieumes Saint-Girons SCC Sor Agout XV UA Saverdun Servian-Boujan Rugby Salanque Côte Radieuse XV FC villefranchois |

### Clubs féminins évoluant dans les divisions nationales
| \| Légende · Elite 1 · Elite 2 · Fédérale 1 Blagnac rugby féminin Stade toulousain Montpellier RC USAP XV féminin AS Béziers Magnoac FC RAS Colomiers Léguevin UA Gaillac SO Millau RC Narbonne Stado Tarbes PR Toulouse Cheminots Marengo \| Clubs féminins évoluant dans des divisions nationales en 2024-2025. |
| Légende · Elite 1 · Elite 2 · Fédérale 1 Blagnac rugby féminin Stade toulousain Montpellier RC USAP XV féminin AS Béziers Magnoac FC RAS Colomiers Léguevin UA Gaillac SO Millau RC Narbonne Stado Tarbes PR Toulouse Cheminots Marengo                                                                           |

## Palmarès international des clubs régionaux
- Stade toulousain
  - Vainqueur de la Coupe d'Europe (2) : 2021 et 2024

- Montpellier Hérault rugby
  - Vainqueur du Challenge européen (1) : 2021

## Palmarès national des clubs régionaux

### Compétitions masculines
- Stade toulousain
  - Champion de France (4) : 2019, 2021, 2023 et 2024
- Montpellier Hérault rugby
  - Champion de France (1) : 2022
- US Montauban
  - Champion de France de Pro D2 (1) : 2025
- US Carcassonne
  - Champion de France de Nationale (1) : 2025
- RO Agde
  - Champion de France de Fédérale 2 (1) : 2022
- RC Auch
  - Champion de France de Fédérale 3 (1) : 2019
- UA Saverdun
  - Champion de France de Fédérale 3 (1) : 2024
- Corbières XV
  - Champion de France de Régionale 1 (1) : 2024
  - Champion de France de Régionale 2 (1) : 2023
- US Montréjeau Gourdan-Polignan
  - Champion de France de Promotion d'Honneur (1) : 2019
- Association Ouveillan-Cuxac-Sallèles
  - Champion de France de 1re série (1) : 2019
- AS Olonzac Minervois
  - Champion de France de 1re série (1) : 2022
- AS Canet
  - Champion de France de Régionale 3 (1) : 2023
- AOCSC XV / ASQ (Cruzy Saint-Chinian Quarante)
  - Champion de France de Régionale 3 (1) : 2024
- US Vicquoise
  - Champion de France de 2e série (1) : 2019
- JSE Sp caramanaise
  - Champion de France de 2e série (1) : 2022
- SC Grisolles
  - Champion de France de 3e série (1) : 2019
- Peña XV
  - Champion de France de 3e série (1) : 2022
- EO La Palme
  - Champion de France de 4e série (1) : 2019

### Compétitions féminines
- Montpellier rugby club
  - Champion de France (1) : 2019
  - Champion de France de Fédérale 1 (1) : 2019

- Stade toulousain
  - Champion de France (1) : 2022
  - Champion de France de rugby à sept (1) : 2019

- Toulouse UC
  - Champion de France de Fédérale 2 (1) : 2025

## Palmarès des compétitions régionales
| Saison    | Niveau      | Champion          | Comité départemental | Score | Finaliste                | Comité départemental |
| --------- | ----------- | ----------------- | -------------------- | ----- | ------------------------ | -------------------- |
| 2022-2023 | Régionale 1 | Magnoac FC        | Hautes-Pyrénées      | 40-25 | RC Trèbes                | Aude                 |
| 2022-2023 | Régionale 2 | Corbieres XV      | Aude                 | 21-13 | CO Castelnaudais         | Lot                  |
| 2022-2023 | Régionale 3 | US Côte Vermeille | Pyrénées-Orientales  | 25-10 | Olympique Labruguière XV | Tarn                 |

| Club              | Titres régionaux |
| ----------------- | ---------------- |
| Magnoac FC        | 1                |
| Corbieres XV      | 1                |
| US Côte Vermeille | 1                |

| Comité départemental | Titres régionaux |
| -------------------- | ---------------- |
| Hautes-Pyrénées      | 1                |
| Aude                 | 1                |
| Pyrénées-Orientales  | 1                |

## Sélections régionales
En 2019, la ligue Occitanie de rugby est la première ligue à organiser une rencontre internationale opposant une sélection régionale à une sélection nationale. Une sélection féminine et une masculine sont créées pour affronter leurs homologues espagnols le 16 novembre 2019 au Stade Ernest-Wallon. Les joueurs et joueuses doivent évoluer dans les clubs de la région pour être sélectionnables. La sélection masculine est dirigée par trois anciens internationaux qui ont effectué l'essentiel de leur carrière en Occitanie : Émile Ntamack, manager de la formation du Stade toulousain, Christian Labit, manager de l'US Carcassonne et David Marty, entraîneur des espoirs de l'USA Perpignan.
La sélection féminine, menée par l'ancienne capitaine du XV de France féminin Gaëlle Mignot, s'impose 16 à 12 face aux espagnoles. La sélection masculine est composée de joueurs espoirs des clubs occitans. Elle s'incline 17 à 12 face au XV del León.
- | 16 novembre 2019 15 h | Occitanie                                                                                                                                      | 16 - 12 (10 - 5) | Espagne                                                                          | Stade Ernest-Wallon 3 500 spectateurs |
| 16 novembre 2019 15 h | Essai(s) : 1 Bobo (29e) Transformation(s) : 1 Abadie (29e) Pénalité(s) : 3 Queroy (12e), Abadie (76e, 80e) Carton(s) jaune(s) : 1 Khaiza (40e) |                  | Essai(s) : 2 M. García (15e), Macías (43e) Transformation(s) : 1 P. García (43e) | Stade Ernest-Wallon 3 500 spectateurs |
| 16 novembre 2019 15 h | |                  |                                                                                  | Stade Ernest-Wallon 3 500 spectateurs |
- | 16 novembre 2019 17 h | Occitanie                                                               | 12 - 17 (7 - 7) | Espagne                                                                                                                       | Stade Ernest-Wallon 4 000 spectateurs |
| 16 novembre 2019 17 h | Essai(s) : 2 Finham (9e), Tharin (64e) Transformation(s) : 1 Tatre (9e) |                 | Essai(s) : 2 Miejimolle (18e), Goia (51e) Transformation(s) : 2 Pénalité(s) : 1 Calle (42e) Carton(s) jaune(s) : 1 Goia (70e) | Stade Ernest-Wallon 4 000 spectateurs |
| 16 novembre 2019 17 h |                                                                         |                 | | Stade Ernest-Wallon 4 000 spectateurs |